# Дойкару, Николае
Николае Дойкару (рум. Nicolae Doicaru; 1922, Кырлиджеле, Королевство Румыния — 1990, Костешть, Румыния) — румынский генерал госбезопасности, начальник DIE — I дирекции Секуритате (внешняя информация). Участник политических репрессий и подавления повстанческого движения. Многолетний руководитель румынской зарубежной разведки. Кандидат в члены ЦК РКП, заместитель, затем первый заместитель министра внутренних дел СРР. Отстранён из-за побега генерала Пачепы. После антикоммунистической Румынской революции предложил свои услуги новым властям.

## Офицер Секуритате
Родился в семье торговца-виноградаря. Отец Николае Дойкару был сторонником Национал-либеральной партии. После сельской школы Николае Дойкару окончил Промышленное училище в Фокшани. Демонстрировал отличные успехи в учёбе. Вместе с другими старшеклассниками состоял в Братстве креста — молодёжной группе ультраправой Железной гвардии. Есть сведения об участии Дойкару в легионерском мятеже января 1941, но это ставится под сомнение.
После Августовского переворота 1944 и вступления в Румынию советских войск Николае Дойкару сменил политическую ориентацию — вступил в румынскую армию и воевал против вермахта. Участвовал в боях на территории Румынии и Чехословакии. Получил военную специальность связиста. В 1945 вступил в Румынскую коммунистическую партию (РКП) и поступил на службу в органы коммунистической госбезопасности Секуритате.
С 1949 Николае Дойкару в звании капитана возглавлял управление Секуритате в Констанце. Жёстко проводил сталинистский курс Георге Георгиу-Дежа и репрессивные указания Александру Дрэгича. Проявлял особую жестокость к заключённым при строительстве канала Дунай — Чёрное море (обличал заключённых как «чуждых рабочему классу» при собственном буржуазном происхождении). Особое внимание уделял созданию осведомительской сети.
Организовал несколько процессов на «диверсантами». Несколько человек были казнены по этим приговорам. Участвовал в операциях Секуритате против повстанческого движения в румынской Добрудже, командовал ликвидацией отряда Гогу Пую и Николае Чолаку. Подавлял крестьянские восстания против коллективизации. Руководил этим подавлением Николае Чаушеску, с которым у Дойкару установилась служебная связь.

## Генерал Секуритате
В 1955 Николае Дойкару звании майора был переведён в DIE — I дирекция Секуритате (внешняя информация, внешняя разведка). В 1959 полковник Дойкару назначен начальником DIE. На этом посту он сменил генерала Михая Гаврилюка, известного просоветской ориентацией. В этот период режим Георгиу-Дежа предпринимал шаги к выходу из-под советского контроля.
В ведение Дойкару входили не только сбор и обработка разведывательной информации, но и заграничные спецоперации Секуритате. Под его руководством были организованы похищения и доставка в Румынию эмигрантов-антикоммунистов Оливиу Белдяну, Траяна Пуиу, Аурела Дечеи.
В 1961 Николае Дойкару получил звание генерал-майора, в 1963 назначен заместителем министра внутренних дел. Занимал эту должность при четырёх министрах — Александру Дрэгиче, Корнеле Онеску, Ионе Стэнеску, Эмиле Бобу. Сохранил позиции в середине 1960-х, когда Георгиу-Дежа сменил Чаушеску. «Румынская оттепель» и расследования репрессий времён Георгиу-Дежа практически не коснулись Дойкару. В отличие от попавшего в опалу Дрэгича, он не претендовал на высшую власть и не представлял опасности для Чаушеску. Ему даже удалось сформировать команду на собственное усмотрение. Существовали предположения и тайных связях Дойкару со спецслужбами СССР, но документально они не подтверждались. Это шло бы вразрез с тогдашней линией Чаушеску на суверенизацию СРР.
С 1972 генерал-лейтенант Дойкару — первый заместитель главы МВД СРР (пост министра занимали Стэнеску, затем Бобу). В 1967—1972 был также заместителем Стэнеску как председателя Совета государственной безопасности. На XI съезде РКП в 1974 утверждён кандидатом в члены ЦК. Принадлежал к ключевым фигурам румынской госбезопасности, разведки и контрразведки. Особые отношения связывали его со Штефаном Андреем как заведующим международным отделом ЦК РКП. В 1974 Дойкару сумел устранить своего главного служебного конкурента полковника Георге Крэчуна, обвинив его в легионерских связях молодости.
На Дойкару замыкалась разветвлённая сеть зарубежных информаторов и руководство спецоперациями. Он сопровождал Чаушеску в зарубежных поездках, отвечая за безопасность генсека-президента. Главным успехом DIE под руководством Дойкару считается получение большого объёма информации из штаб-квартиры НАТО в Париже (этому способствовала политика президента Франции Шарля де Голля).
Дирекция внешней информации обладала автономией от МВД и занимала особое положение в Секуритате. Генерал Дойкару претендовал на руководство МВД, но на этот пост Чаушеску отдал предпочтение Георге Хомоштяну. Дойкару в 1978 назначен министром туризма в кабинете Мани Мэнеску. Данное ведомство при Чаушеску тесно аффилировалось с внешней службой Секуритате и считалось «вотчиной шпионажа».

## Отставка из-за Пачепы
Карьера Дойкару прервалась почти сразу после назначения министром. Причиной стал побег в США генерала-разведчика Иона Михая Пачепы. Ответственность за этот скандал Чаушеску возложил на Дойкару как многолетнего руководителя DIE. Дойкару был отправлен в отставку, выведен из кандидатов ЦК, арестован и несколько месяцев провёл под следствием.
На следствии он отказался подписать затребованные показания о давней завербованности Пачепы американскими спецслужбами. После освобождения он не принял предложенной должности директора сельхозпредприятия близ Михайлешти, посчитав её унизительной. Одиннадцать лет Дойкару прожил под надзором своего же ведомства. И он сам, и его жена были возмущены таким отношением руководства.

## Попытка возврата и смерть
В декабре 1989 года Румынская революция свергла коммунистической режим. Чаушеску был расстрелян, РКП запрещена, Секуритате расформирована. Николае Дойкару посчитал это своим шансом на возвращение во власть. В парадном мундире при всех наградах он явился на заседание Совета ФНС и предложил свои услуги в создании новой спецслужбы. При этом свою отставку в 1978 году он объяснил якобы политическими разногласиями с Чаушеску.
Руководство ФНС заинтересованно отнеслось к этой инициативе. Новую разведслужбу SIE возглавил генерал Михай Караман, но вице-премьер Джелу Войкан Войкулеску, курировавший правоохрану и госбезопасность в первом революционном правительстве, принял Дойкару в качестве консультанта.
Однако уже в феврале 1990 года Николае Дойкару погиб на охоте. Существует версия, будто его целенаправленно устранили как носителя опасного компромата. Официальное расследование заявило о самоубийстве. Не исключено, что Дойкару был убит случайным выстрелом.

## Личность и семья
Доминирующей чертой в характере Николае Дойкару являлось властолюбие. Более всего он ценил «принадлежность к миру сильных», которое ощутил ещё на первых должностях в Констанце. Отличался большой энергией, старательностью, чёткой исполнительностью — во многом от страха за своё положение во власти. 
Для характеристики румынской коммунистической спецслужбы приводится сочетание трёх фигур: интеллектуала-конспиролога Иона Михая Пачепы, жестокого циника Николае Плешицэ и Николае Дойкару, «бывшего легионера, перешедшего к идеалам коммунизма». 
При этом Дойкару был склонен к пьяному разгулу, известен случай его участия в массовой пьяной драке (офицеры Секуритате схватились с деревенскими жителями). Много внимания уделял Дойкару материально-бытовому обеспечению разведчиков — в офисе был устроен элитный бассейн, конфискованные дома эмигрантов передавались офицерам DIE. Увлекался медвежьей охотой, соревновался в количестве добытых медвежьих шкур.
Николае Дойкару был женат, имел сына и дочь. Его жена Мелания служила в войсках связи. Сын Владимир с юности принадлежал к бухарестской богеме, был близок с Нику Чаушеску. Работал инженером по производству оперативной техники. После 1989 занимался бизнесом. Боролся за «реабилитацию памяти» отца (а также за возвращение недвижимости, изъятой в революцию). Скончался при неясных обстоятельствах в 2017.